# Tetragnatha dentatidens
Tetragnatha dentatidens är en spindelart som beskrevs av Simon 1907. Tetragnatha dentatidens ingår i släktet sträckkäkspindlar, och familjen käkspindlar. Inga underarter finns listade i Catalogue of Life.